# Pakis (Kradenan)
Pakis is een bestuurslaag in het regentschap Grobogan van de provincie Midden-Java, Indonesië. Pakis telt 7287 inwoners (volkstelling 2010).